# Route du Sud 2009
La Route du Sud 2009, trentatreesima edizione della corsa, si svolse dal 18 al 21 giugno su un percorso di 680 km ripartiti in 4 tappe, con partenza da Pau e arrivo a Castres. Fu vinta dal polacco Przemysław Niemiec della Miche-Silver Cross davanti al francese Julien Loubet e all'italiano Giampaolo Caruso.

## Tappe
| Tappa  | Data      | Percorso                     | km    | Vincitore di tappa | Leader cl. generale |
| ------ | --------- | ---------------------------- | ----- | ------------------ | ------------------- |
| 1ª     | 18 giugno | Pau > Pau                    | 143,2 | Nicolas Rousseau   | Nicolas Rousseau    |
| 2ª     | 19 giugno | Pau > Pierrefitte-Nestalas   | 143,8 | Przemysław Niemiec | Przemysław Niemiec  |
| 3ª     | 20 giugno | Izaourt > Bagnères-de-Luchon | 182,5 | Christophe Riblon  | Przemysław Niemiec  |
| 4ª     | 21 giugno | Saint-Gaudens > Castres      | 210,4 | Johan Mombaerts    | Przemysław Niemiec  |
| Totale | Totale    | Totale                       | 680   |                    |                     |

## Dettagli delle tappe

### 1ª tappa
- 18 giugno: Pau > Pau – 143,2 km

| Pos. | Corridore        | Squadra      | Tempo    |
| ---- | ---------------- | ------------ | -------- |
| 1    | Nicolas Rousseau | AG2R         | 3h45'23" |
| 2    | Fumiyuki Beppu   | Skil-Shimano | s.t.     |
| 3    | Yann Pivois      | Bretagne     | s.t.     |

| Pos. | Corridore        | Squadra      | Tempo    |
| ---- | ---------------- | ------------ | -------- |
| 1    | Nicolas Rousseau | AG2R         | 3h45'04" |
| 2    | Fumiyuki Beppu   | Skil-Shimano | a 10"    |
| 3    | Yann Pivois      | Bretagne     | a 13"    |

### 2ª tappa
- 19 giugno: Pau > Pierrefitte-Nestalas – 143,8 km

| Pos. | Corridore          | Squadra | Tempo    |
| ---- | ------------------ | ------- | -------- |
| 1    | Przemysław Niemiec | Miche   | 3h37'30" |
| 2    | Massimo Giunti     | Miche   | a 58"    |
| 3    | Rémy Di Gregorio   | FDJ     | s.t.     |

| Pos. | Corridore          | Squadra | Tempo    |
| ---- | ------------------ | ------- | -------- |
| 1    | Przemysław Niemiec | Miche   | 7h24'38" |
| 2    | Massimo Giunti     | Miche   | a 1'05"  |
| 3    | Rémy Di Gregorio   | FDJ     | a 1'06"  |

### 3ª tappa
- 20 giugno: Izaourt > Bagnères-de-Luchon – 182,5 km

| Pos. | Corridore         | Squadra  | Tempo    |
| ---- | ----------------- | -------- | -------- |
| 1    | Christophe Riblon | AG2R     | 4h42'26" |
| 2    | Tomasz Marczyński | Miche    | s.t.     |
| 3    | Pierrick Fédrigo  | Bouygues | a 37"    |

| Pos. | Corridore          | Squadra           | Tempo     |
| ---- | ------------------ | ----------------- | --------- |
| 1    | Przemysław Niemiec | Miche             | 12h07'41" |
| 2    | Giampaolo Caruso   | Ceramica Flaminia | a 1'59"   |
| 3    | Yannick Talabardon | Besson Chaussures | a 2'03"   |

### 4ª tappa
- 21 giugno: Saint-Gaudens > Castres – 210,4 km

| Pos. | Corridore        | Squadra     | Tempo    |
| ---- | ---------------- | ----------- | -------- |
| 1    | Johan Mombaerts  | Auber '93   | 4h36'32" |
| 2    | Nicolas Jalabert | Agritubel   | a 5"     |
| 3    | Marco Marcato    | Vacansoleil | s.t.     |

| Pos. | Corridore          | Squadra           | Tempo     |
| ---- | ------------------ | ----------------- | --------- |
| 1    | Przemysław Niemiec | Miche             | 16h44'48" |
| 2    | Julien Loubet      | AG2R              | a 1'51"   |
| 3    | Giampaolo Caruso   | Ceramica Flaminia | a 1'59"   |

## Classifiche finali

### Classifica generale
| Pos. | Corridore               | Squadra                         | Tempo     |
| ---- | ----------------------- | ------------------------------- | --------- |
| 1    | Przemysław Niemiec      | Miche-Silver Cross              | 16h44'48" |
| 2    | Julien Loubet           | Ag2r-La Mondiale                | a 1'51"   |
| 3    | Giampaolo Caruso        | Ceramica Flaminia-Bossini Docce | a 1'59"   |
| 4    | Yannick Talabardon      | Besson Chaussures-Sojasun       | a 2'03"   |
| 5    | Rémy Di Gregorio        | FDJ                             | a 2'06"   |
| 6    | Sergey Lagutin          | Vacansoleil Pro Cycling Team    | a 2'11"   |
| 7    | Eduardo Gonzalo Ramirez | Agritubel                       | a 2'14"   |
| 8    | Massimiliano Gentili    | Ceramica Flaminia-Bossini Docce | s.t.      |
| 9    | Mathieu Perget          | Caisse d'Epargne                | s.t.      |
| 10   | Guillaume Levarlet      | FDJ                             | a 2'46"   |